# 奥耶 (索恩-卢瓦尔省)
奥耶（法語：Oyé，法語發音：[ɔje] ⓘ）是法国索恩-卢瓦尔省的一个市镇，属于沙罗勒区。

## 地理
奥耶（46°19'27"N, 4°11'30"E）面积18.38 平方千米，位于法国勃艮第-弗朗什-孔泰大區索恩-卢瓦尔省，该省份为法国中部省份，北起顺时针与科多尔省、汝拉省、安省、罗讷省、卢瓦尔省、阿列省和涅夫勒省接壤。
与奥耶接壤的市镇（或旧市镇、城区）包括：圣于连德锡夫里、阿芒泽、布里扬、普瓦松、普里济、布里奥奈地区圣克里斯托夫、瓦雷耶、瓦雷讷拉尔孔斯。
奥耶的时区为UTC+01:00、UTC+02:00（夏令时）。

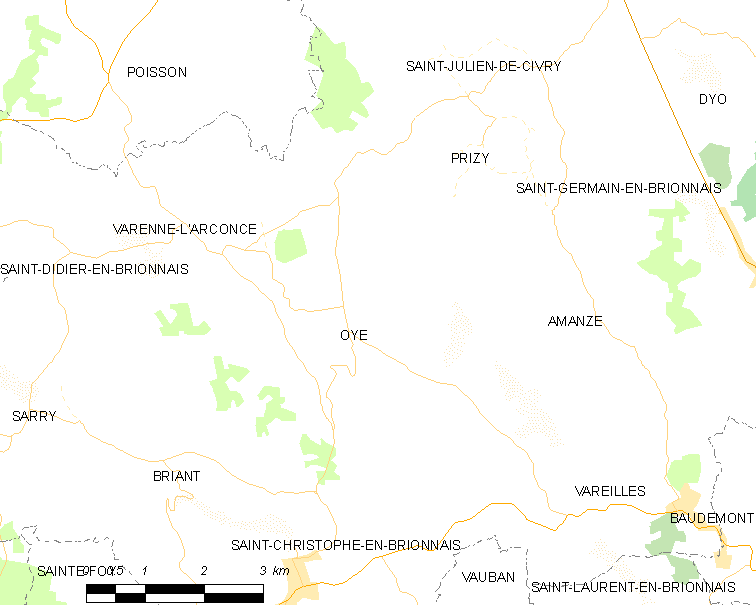
奥耶的OSM定位图

## 行政
奥耶的邮政编码为71800，INSEE市镇编码为71337。

## 政治
奥耶所属的省级选区为绍法耶县。

## 人口

1962-2008年间奥耶人口变化图示

奥耶于2022年1月1日时的人口数量为290人。